# ホルミスダス (ローマ教皇)
ホルミスダス（Hormisdas, 450年頃? - 523年8月6日）は、ローマ教皇（在位：514年 - 523年）。カトリック教会で聖人とされる。